# Wyżyna Brazylijska
Wyżyna Brazylijska – rozległa wyżyna we wschodniej części Ameryki Południowej, głównie na terytorium Brazylii. Położona między wybrzeżem Oceanu Atlantyckiego a nizinami La Platy i Amazonki. Liczy około 6 mln km² powierzchni.

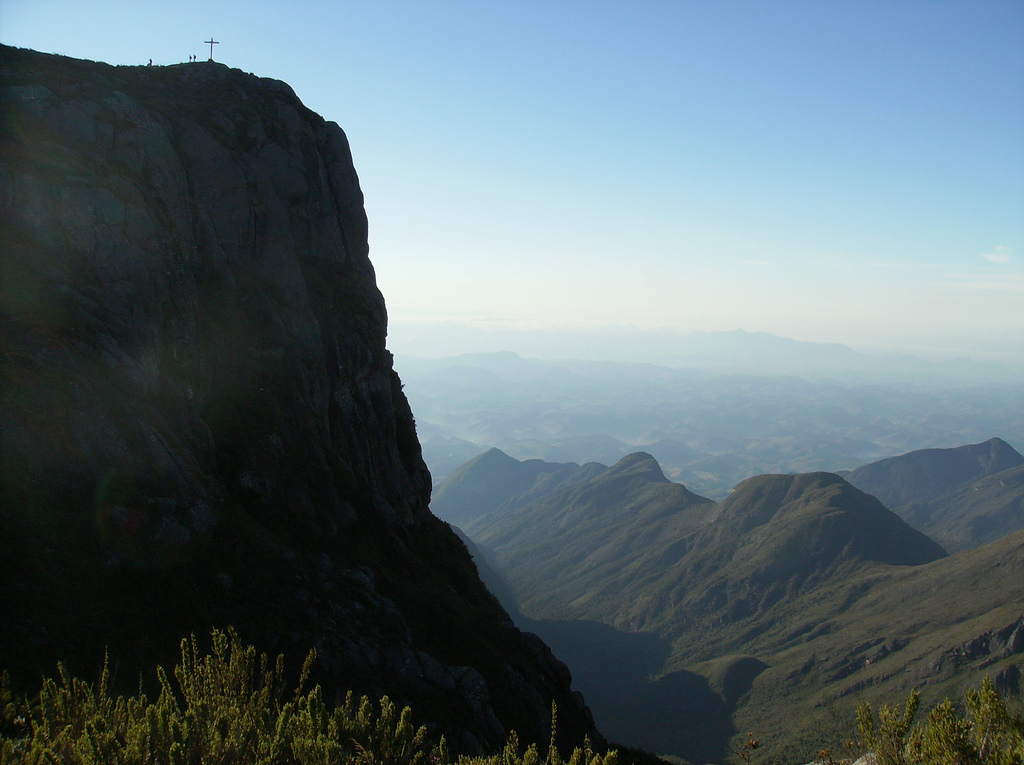
Pico de Bandeira

Pod względem geologicznym stanowi platformę prekambryjską, podłoże tworzą gnejsy, łupki krystaliczne i granity. Na sfałdowanym i zdenudowanym podłożu leży pokrywa osadów paleozoicznych, mezozoicznych i kenozoicznych, wśród których znaleźć można skały wylewne, w większości mezozoiczne bazalty. W środkowej i zachodniej części Wyżyny Brazylijskiej znajdują się góry stołowe i piaskowcowe płaskowyże, nazywane chapada (przykładowo Chapada de Mato Grosso), o stromych stokach i kotliny. W najsilniej wydźwigniętych częściach wyżyny – południowej i wschodniej – krystaliczne podłoże pocięte jest na pasma (serras) głębokimi dolinami rzek; pasma opadają stromo ku Oceanowi Atlantyckiemu. Główne pasma to Serra Geral, Serra do Mar, Serra da Mantiqueira, Serra do Espinhaço i Serra do Caparaó z najwyższym szczytem Pico de Bandeira (2890 m n.p.m.).
W większej części Wyżyny Brazylijskiej występuje klimat podrównikowy wilgotny z roczną sumą opadów 1000–2000 mm. Na północnym wschodzie występuje klimat podrównikowy suchy (roczna suma opadów niższa od 500 mm), na południowym krańcu – podzwrotnikowy morski (roczna suma opadów sięga 1800 mm). Wyżynę Brazylijską odwadniają liczne rzeki, głównie Parana i jej dopływy, São Francisco, także dopływy Amazonki – Madeira, Tapajós, Xingu i Tocantins. Na naturalną szatę roślinną wyżyny składają się suche lasy sawannowe (caatinga), bezdrzewne sawanny (campos), w dolinach rzek – lasy galeriowe i araukariowe.